# Sdružení měst a obcí za účelem realizace kanalizace v mikroregionu Litoměřice
Sdružení měst a obcí za účelem realizace kanalizace v mikroregionu Litoměřice byl dobrovolný svazek obcí v okresu Litoměřice, jeho sídlem byly Litoměřice a jeho cílem bylo zabezpečení odvádění a čištění odpadních vod. Sdružoval celkem 8 obcí a byl založen v roce 2001. Zanikl v roce 2014.

## Obce sdružené v mikroregionu
- Litoměřice
- Křešice
- Mlékojedy
- Píšťany
- Trnovany
- Velké Žernoseky
- Vchynice
- Žalhostice